# Ярденко Катерина Іванівна
Катерина Іванівна Ярденко (нар. 25 серпня 1946, Корець, Рівненська область) — радянський і російський театральний діяч, режисер театру ляльок.
Закінчила Московське культурно-просвітницьке училище (1969 рік), Державний інститут театрального мистецтва імені А. В. Луначарського — ГИТИС (1975 рік).
Заслужений діяч мистецтв Марійської АРСР (1986). Член союзу театральних діячів Російської Федерації з 1983 року, ветеран праці (1989). Лауреат численних театральних премій.
25 років очолювала Республіканський театр ляльок Марійській АРСР, у 1977—2001 роках працювала головним режисером і художнім керівником. За словами театрального журналіста Н. Єфимової, під керівництвом двох людей — директора В'ячеслава Кузнєцова та головного режисера Катерини Ярденко ляльковий будинок вистоює в будь-які негаразди.
Будучи ученицею Сергія Образцова, вона втілювала в життя заповіти великого майстра, створюючи яскраві видовищні вистави, овіяні духом доброти, відкритості і благородства. У всіх її вистав щаслива сценічна доля.
Після закінчення вузу Катерина Іванівна працювала недовго в Орловському і Алтайському театрах ляльок. Але більша частина її творчої діяльності пов'язана з Республіканським театром ляльок Республіки Марій Ел. Першим спектаклем в цьому театрі став «Тигрик-Петрик» в 1975 році (дипломна робота).
Будучи ще зовсім молодим режисером, вона одразу отримала визнання як колег, так і глядачів. У перші роки нею були поставлені такі вистави, як «Дядько Федір, пес і кіт» Е. Успенського, «Коник-Горбоконик» П. Єршова, «Кішка, яка гуляла сама по собі» Р. Кіплінга, «Чарівниця Элнет» Ст. Панова, «Бука» М. Супоніна і багато інших. Працювала в парі з головним художником театру Михайлом Казеновым. Вистави Е. Ярденко відзначені духом пошуку, новаторства. Такі роботи, як «Варшаский набат», «Нахаленок», «улюблений кінь братика Кролика» за мотивами «Казки дядечка Римуса», «Домовичок Пяйве» та інші є етапними в роботі театру. Так, наприклад, вистава «улюблений кінь братика Кролика» Дж. Харріса завоював перший приз на театральному фестивалі р. в Єревані в 1982 році, у складі журі якого був Сергій Зразків. На фестивалі театрів ляльок р. в Іжевську в 1990 р. в числі кращих був відзначений спектакль «Казка про мертву царівну і сім богатирів». Е. Ярденко успішно проявила себе і в постановці класики, створивши вистави для дорослих — «Енергійні люди» Ст. Шукшина (вистава з ростовими ляльками), «Ораде кач» («Недолугий наречений») по розповідях М. Шкетана. Однією з значущих робіт є її виставу «Хлопчик Ісус з Назарету» С. Макєєва. З цим спектаклем в 1993 році театр гастролював р. в Москві, де завоював визнання столичної публіки.
Головний режисер - Катерина Ярденко це людина, який фактично створив  марійський театр. Сильна, вольова, готова багато і плідно працювати. Могла насварити і похвалити.
Нею був створений великий репертуар Республіканського театру ляльок Республіки Марій Ел, деякі її постановки йдуть в театрі досі: «Два клени», «Пустунки метелиця», «Дюймовочка», «Морозко», та ін. Катерина Ярденко самостійно створювала інсценування казок, адаптуючи їх до постановки в театрі ляльок. Серед них інсценізації казок Г. К. Андерсена, Дж Харріса, Е. Успенського та інших.
Аж до 1989 року артисти театру їздили з виставами по районах Республіки Марій Ел, показуючи вистави в сільських клубах, школах і дитячих садах. З 1989 по 2014 рік Республіканський ляльковий театр Республіки Марій Ел розташовувався в розкішному будинку, побудованому завдяки Катерині Іванівні та Сергію Володимировичу Образцову.